# John Borlase Warren
Sir John Borlase Warren, Primo baronetto (Stapleford, 2 settembre 1753 – Londra, 27 febbraio 1822), è stato un ammiraglio e politico britannico.

## Biografia
Figlio di John Borlase Warren (†1775), entrò nell'Emmanuel College a Cambridge nel 1769, ma nel 1771,  lasciò gli studi ed entrò nella marina militare inglese, imbarcandosi sulla HMS Marlborough.
Entrato in politica nel 1774 divenne membro del parlamento per il Great Marlow; l'anno successivo divenne baronetto. Nel 1777 iniziò la sua carriera sui mari e due anni dopo ottenne il comando della sua prima nave. Il 23 aprile del 1794, ormai commodoro e comandante di una squadra di fregate, sconfisse e catturò una forza francese di simili dimensioni, divenendo membro dell'Ordine del Bagno in seguito a questa vittoria.
Fu uno dei comandanti in forza nello sbarco a Quiberon nel 1795 mentre l'anno successivo catturò 220 navi, tra cui 37 navi da guerra al largo delle coste francesi.. Il 12 ottobre 1798 partecipò alla battaglia di Tory Island, catturando quattro navi dello squadrone francese inviato ad invadere l'Irlanda e disperdendo il resto. Per questa vittoria venne ringraziato dai parlamenti di Londra e Dublino e insignito di una medaglia d'oro.
Durante la guerra del 1812 ebbe il comando delle intere forze navali britanniche, con il grado di Admiral of the Blue.
Morì al Greenwich Hospital, dov'è ora l'Old Royal Naval College. Due suoi figli morirono prima di lui mentre la figlia Francesca Maria (1784-1837) sposò Venables George-Vernon, il quarto barone di Vernon, dal quale ebbe George John Warren Vernon.